# سورن میکائلیان
سورن آغاسو میکائلیان (ارمنی: Սուրեն Աղասու Միքայելյան؛ زادهٔ ۶ اکتبر ۱۹۱۱ - درگذشته ۱۷ مارس ۱۹۹۵) یک آموزگار، و سیاستمدار اهل ارمنستان بود که از تاریخ ۱۹۴۹ تا تاریخ ۱۹۵۳ سمت وزیر آموزش و پرورش ارمنستان شوروی را برعهده داشت.

## زندگی‌نامه
در ۶ اکتبر ۱۹۱۱ در آرتیک به دنیا آمد و از دانشگاه دولتی علوم پرورشی خاچاطور آبوویان ارمنستان فارغ‌التحصیل شد. وی همچنین برنده نشان لنین (۱۹۴۴)، نشان انقلاب اکتبر، نشان جنگ میهنی (درجه یک) (۱۹۴۵)، نشان پرچم سرخ کار، نشان برجسته افتخار (۱۹۴۰)، مدال شجاعت کار (۱۹۶۰) و آموزگار شایسته ارمنستان شوروی (۱۹۵۹) شده است. وی در ۱۷ مارس ۱۹۹۵ در سن ۸۳ سالگی در ایروان درگذشت و در آرامستان مرکزی ایروان (توخماخ) به خاک سپرده شد.